# Kim Da-som
Kim Da-som (hangul: 김다솜), även känd under artistnamnet Dasom, född 6 maj 1993 i Gwangju, är en sydkoreansk sångerska och skådespelare.
Hon var tidigare medlem i den sydkoreanska tjejgruppen Sistar från gruppens debut 2010 till upplösningen 2017.

## Diskografi

### Album
| Datum       | Albumtitel    | Topplacering          |
| Datum       | Albumtitel    | Sydkorea (Gaon Chart) |
| ----------- | ------------- | --------------------- |
| 9 aug 2011  | So Cool       | 11                    |
| 12 apr 2012 | Alone         | 3                     |
| 28 jun 2012 | Loving U      | 11                    |
| 11 jun 2013 | Give It to Me | 5                     |
| 21 jul 2014 | Touch N Move  | 2                     |
| 26 aug 2014 | Sweet & Sour  | 4                     |
| 22 jun 2015 | Shake It      | 3                     |
| 21 jun 2016 | Insane Love   | 3                     |

### Soundtrack
| År   | Titel                        | Topplacering          | Drama             |
| År   | Titel                        | Sydkorea (Gaon Chart) | Drama             |
| ---- | ---------------------------- | --------------------- | ----------------- |
| 2014 | "Yayaya" (med Kim Tae-hyung) | —                     | Melody of Love    |
| 2015 | "You're Mine"                | —                     | The Virtual Bride |

## Filmografi

### Film
| År   | Titel              | Roll    |
| ---- | ------------------ | ------- |
| 2015 | Like a French Film | Gi Hong |

### TV-drama
| År   | Titel             | Kanal | Roll         |
| ---- | ----------------- | ----- | ------------ |
| 2012 | Shut Up Family    | KBS2  | Woo Da-yoon  |
| 2013 | Melody of Love    | KBS1  | Gong Deul-im |
| 2015 | The Virtual Bride | KBS2  | Oh In-young  |
| 2017 | Unni is Alive     | SBS   | Yang Dal-hee |